# Giovanni Merlini
Giovanni Merlini, C.PP. S. (Espoleto, 28 de agosto de 1795 – Roma, 12 de janeiro de 1873), foi um padre católico romano italiano membro Missionários do Sangue Precioso. Ele era amigo íntimo de São Gaspar del Bufalo, que fundou a ordem, e também amigo íntimo do Papa Pio IX, que prestou assistência para ajudar a espalhar a ordem em suas atividades. Ele também serviu como terceiro Moderador Geral da ordem de 1847 até sua morte. Foi também um notável diretor espiritual e prestou conselhos espirituais a Santa Santa Maria De Mattias quando ela estabeleceu sua própria congregação religiosa.
Seu processo de beatificação foi aberto na década de 1880 em Roma e levou várias décadas para ser concluído. Em 1973, ele foi intitulado Venerável, depois que o Papa Paulo VI confirmou que o falecido padre havia praticado virtudes heróicas durante sua vida. Giovanni Merlini foi beatificado no dia 12 de janeiro de 2025, na Arquibasílica de São João de Latrão em Roma.

## Vida
Giovanni Merlini nasceu em Spoleto em 28 de agosto de 1795 como o terceiro de treze filhos de Luigi Merlini e Antonia Claudi. Seu pai - que se estabeleceu em Spoleto - era descendente de uma nobre linha siciliana, mas estabeleceu um negócio em Spoleto. Ele freqüentou a escola em sua cidade natal, onde se destacou por seu temperamento piedoso e recebeu sua Primeira Comunhão em 1808 na igreja de Sant'Ansano pelo bispo de Barnabite (e futuro cardeal ) Antonio Maria Cadolini.
Ele decidiu seguir o sacerdócio, apesar de seus pais lhe fazerem objeções e iniciou seus estudos para o sacerdócio em 1809 em Spoleto. Ele recebeu sua ordenação sacerdotal em 19 de dezembro de 1818 em sua cidade natal do Bispo Francesco Canali (futuro cardeal). Merlini aprendeu com seu colega de escola e amigo Pe. Antonio Lipparelli que Saint Gaspare del Bufalo estaria na área realizando um retiro. Os dois decidiram se juntar ao retiro. Merlini se matriculou em 6 de julho de 1820 em um curso para os Exercícios Espirituais que Saint Gaspare del Bufalo estava realizando no convento de San Felice em Giano dell'Umbria. Foi aqui que ele se familiarizou com o padre, com os dois se tornando amigos íntimos e confidentes. Em 1820, ele se tornou parte dos Missionários do Sangue Precioso que del Bufalo havia fundado em 1815.  Os dois enfrentariam dificuldades iniciais no papel de sua ordem com a maior resistência vinda do papa Leão XII e de seus dois sucessores que não gostavam da premissa de sua ordem.
Merlini tornou-se um notável diretor espiritual e prestou conselhos espirituais a Santa Maria de Mattias, a quem ele ajudou a fundar sua congregação religiosa intitulada Irmãs Adoradoras do Sangue Mais Precioso. Ele também prestou aconselhamento espiritual à princesa (e mãe do embaixador russo em Nápoles ), princesa Adelaide Wolkonska. Merlini ajudou seu amigo del Bufalo em seu leito de morte em 1837. Parte de seu papel na ordem incluía a pregação em várias cidades italianas - como em L'Aquila, em 1826 -, além de supervisionar a formação dos membros mais novos da ordem.
Ele também se tornou amigo íntimo e confidente do papa Pio IX (que já foi arcebispo de Spoleto ). Ele se juntou ao papa durante o exílio deste último em Gaeta, depois de perder os Estados papais para a República Romana e pediu ao papa para estender a Festa do Sangue Precioso a toda a igreja em 1849. Merlini fez esse pedido pouco depois da chegada a Gaeta e sugeriu ao papa que o fizesse se alguma vez recuperasse a posse dos Estados papais. Pio IX considerou o assunto, mas em 30 de junho de 1849 os franceses tomaram Roma e devolveram os Estados papais ao papa após a capitulação da República Romana. Merlini soube por correspondência que o papa concordaria com seu pedido, que ele atendeu em 10 de agosto de 1849, no qual o papa aplicou a festa no calendário romano geral. Pio IX também foi um benfeitor da ordem e os ajudou a estabelecer casas na Alsácia e na Baviera, ajudando a estabelecer a casa-mãe da ordem em um convento adjacente à igreja de Santa Maria in Trivio, em Roma.
Merlini sucedeu Pe. Biagio Valentini como terceiro Moderador Geral da ordem em 28 de dezembro de 1847, depois de servir como líder interino desde 26 de agosto devido à saúde em declínio de Valentini. Seu mandato viu a ordem se expandir para os Estados Unidos da América.
Merlini morreu em 1873, depois de sofrer ferimentos em um acidente de trânsito em Roma, perto da igreja de Santa Maria na cidade de Trivio. A última coisa que ele fez antes de morrer foi perdoar o cocheiro que o encontrara. Seus restos mortais foram enterrados em Campo Verano, mas depois exumados e transferidos em março de 1946 para a igreja de Santa Maria in Trivio, ao lado de seu amigo Gaspare del Bufalo. Pe. Enrico Rizzoli o sucedeu como quarto Moderador Geral da ordem.

## Beatificação
O processo de beatificação de Merlini começou em Roma em 1880, em um processo informativo que foi concluído mais tarde em 1883. A introdução formal à causa ocorreu sob o Papa Pio XI em 26 de janeiro de 1927 e ele foi declarado servo de Deus. A Congregação para os Ritos posteriormente validou o processo informativo e um processo apostólico em 28 de junho de 1957 em Roma. A causa permaneceu inativa até 7 de julho de 1971, quando a Congregação para as Causas dos Santos e seus consultores aprovaram a causa, assim como os membros do CCS, em 9 de maio de 1972.
Merlini tornou-se venerável em 10 de maio de 1973, depois que o Papa Paulo VI confirmou que o falecido padre havia vivido uma vida modelo e praticado virtudes heroicas em um grau favorável durante sua vida.
A beatificação de Merlini foi confirmada após o reconhecimento de um milagre atribuído à sua intercessão, ocorrido no ano de 2015. O rito solene de beatificação foi presidido pelo cardeal Marcello Semeraro, prefeito do Dicastério para as Causas dos Santos, em 12 de janeiro de 2025 na Arquibasílica Lateranense. Ele é lembrado como o "primeiro beato do jubileu".